# John McBryde
Mervyn Crossman, né le 9 mars 1939, est un joueur australien de hockey sur gazon. Il participe aux Jeux olympiques d'été de 1964 et remporte la médaille de bronze de la compétition.